# Thakhek
17° 24′ N, 104° 48′ L

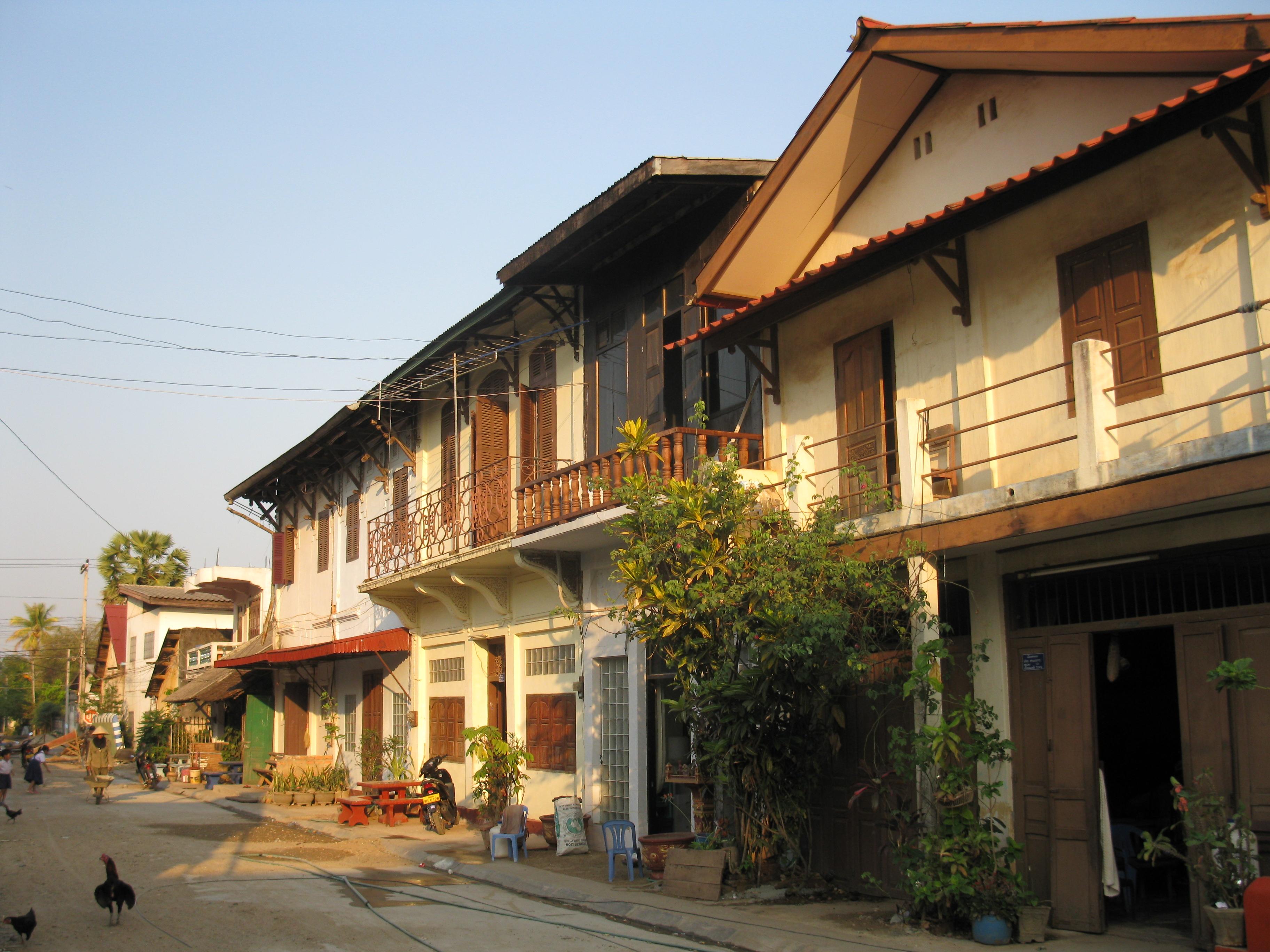
Mansões coloniais no centro de Thakhek

Thakhek ( Lao linguagem : ທ່າ ແຂກ) é uma cidade no centro-sul do Laos, capital da província de Khammouane. Localizada ao longo do rio Mekong, em frente à cidade tailandesa de Nakhon Phanom, tem cerca de 70.000 habitantes. O trabalho da terceira ponte de amizade Lao-Thai sobre o rio começou em 2009. Devendo terminar em três anos. Localizada a 13 km do centro da cidade, a ponte com 780 m de comprimento, terá uma estrada de duas pistas de 3,5 metros de largura e duas faixas de pedestres de 1,5 m.

## Monumentos

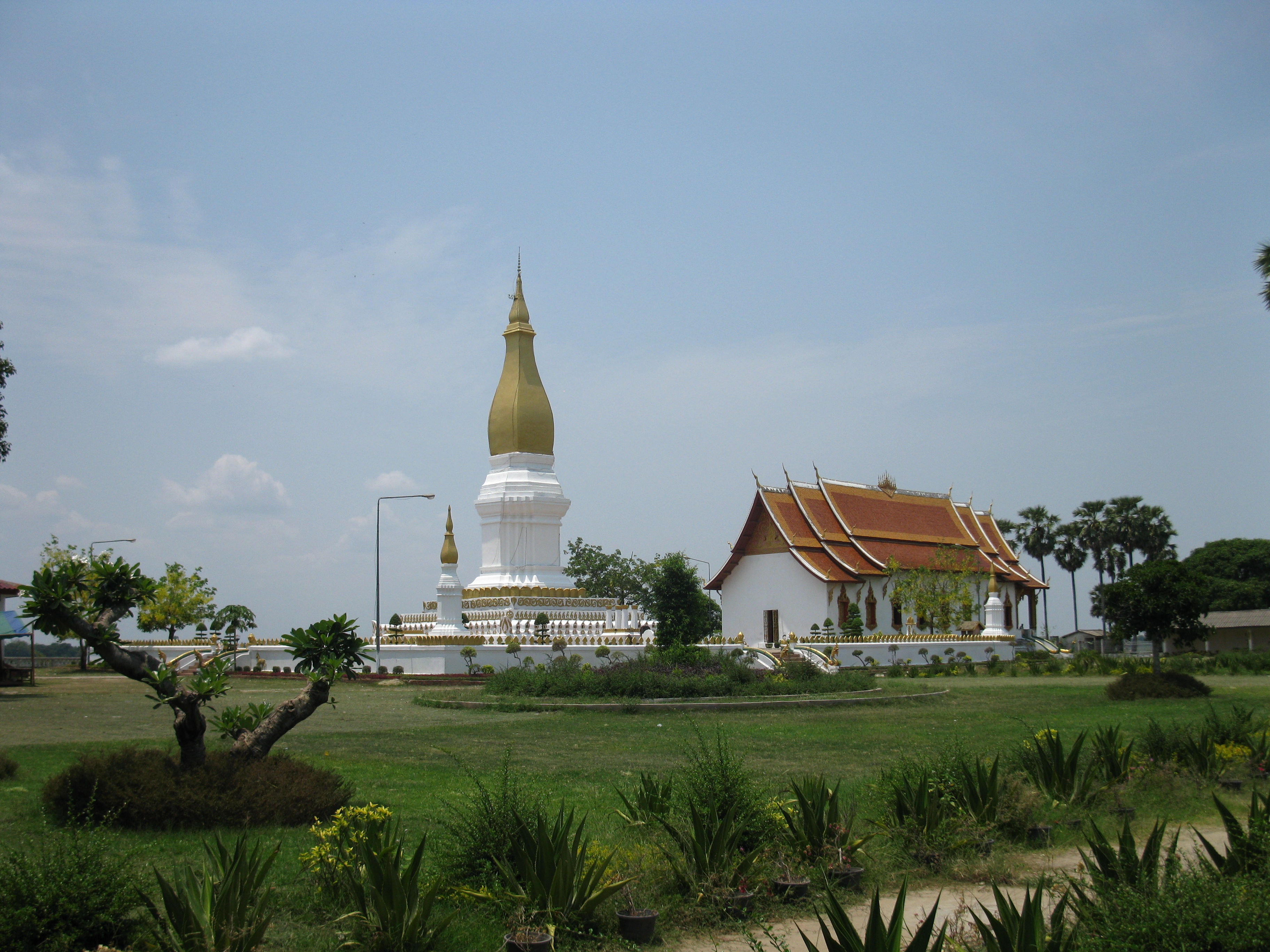
O wat de Sikhottabong, localizado ao sul da cidade

A cidade tem várias casas que datam da época da colonização francesa. O Wat de Sikhottabong, localizado na margem do Mekong a seis quilômetros ao sul da cidade, abriga uma stupa de 30 metros de altura construída no início do XIX século.